# Kohlhof-Insel
Die Kohlhof-Insel ist eine kleine unbewohnte Insel bei Burgtiefe im Burger Binnensee, einem Teil der Ostsee, im Süden von Burg auf Fehmarn auf dem Gebiet der Gemarkung Burg.
Die ovale Insel besitzt von Norden nach Süden einen Durchmesser von ungefähr 250 Metern, von Osten nach Westen einen Durchmesser von ungefähr 210 Metern. Direkt am Fehmarner Ufer, 100 bzw. 70 Meter von der Insel entfernt, liegen die Straßen Am Yachthafen und Strandstraße, welche den Südstrand Burgtiefe verkehrstechnisch erschließen.
Das Betreten der Insel Kohlhof ist verboten. Sie beherbergt eine unbebaute Grünfläche mit einigen Bäumen und dient Vögeln als Brutplatz. Sie ist daher ein Naturschutzgebiet.

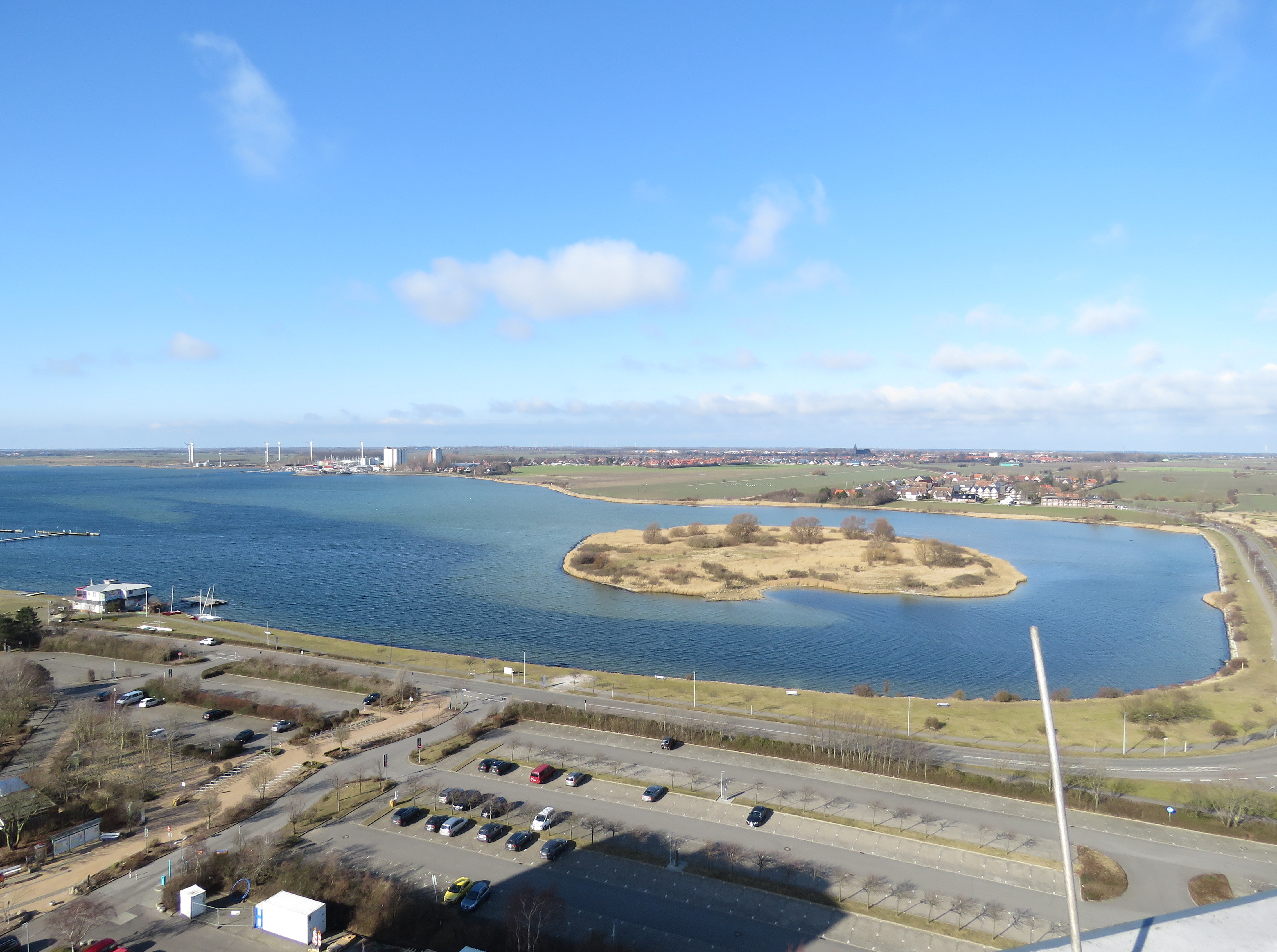
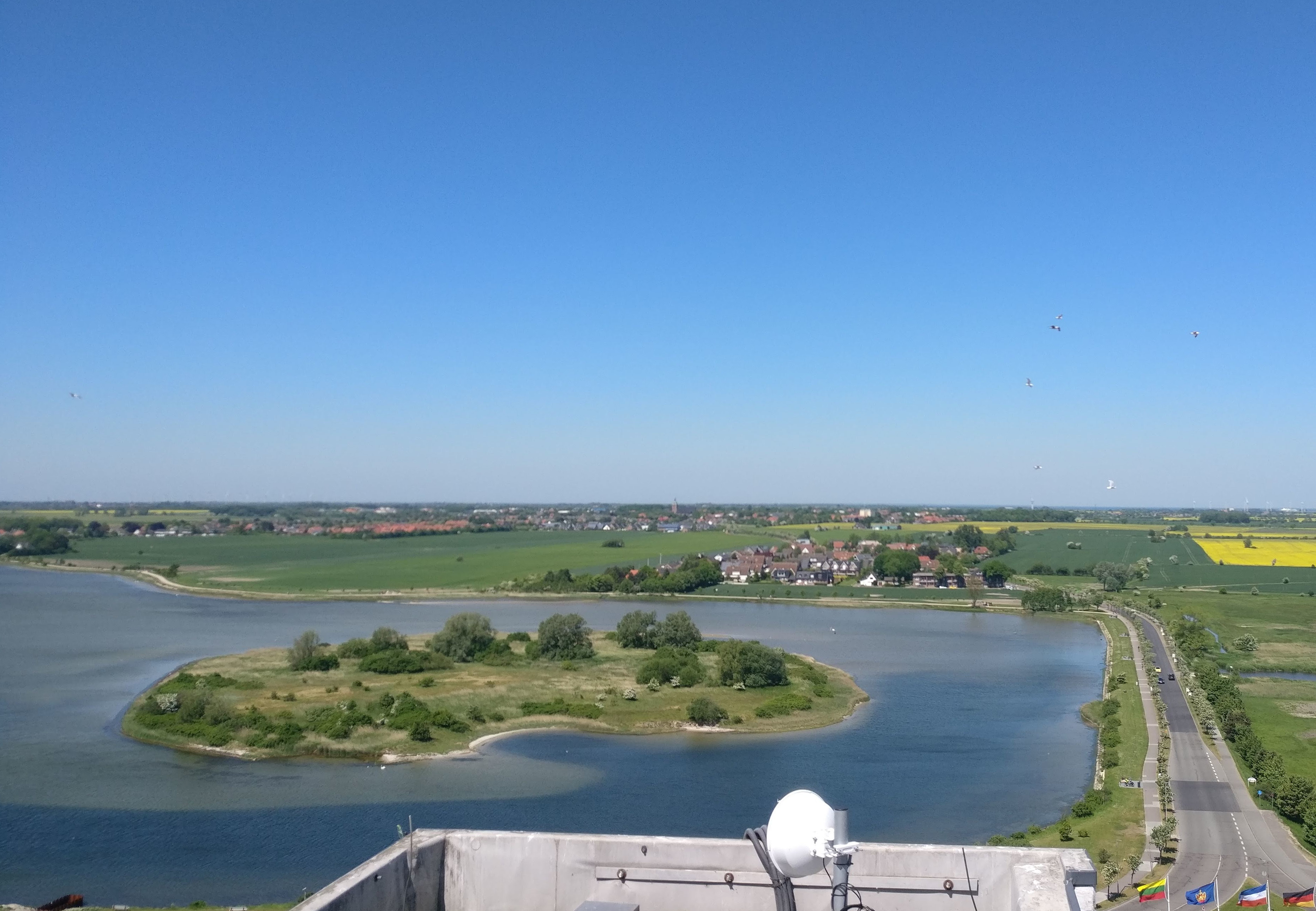